# المدرسة الفخرية (بغداد)
المدرسة الفخرية أو دار الذهب أو مدرسة فخر الدولة مدرسة تاريخية يعود تأسيسها إلى العصر العباسي في بغداد. تم إنشائها للمذهب الشافعي في عقد المصطنع بالمأمونية في الجانب الشرقي للمدينة. سُمّيت نسبةً إلى بانيها الوزير فخر الدولة أبو المظفر الحسن بن هبة الله بن علي بن المطلب الكرماني البغدادي، المتوفى عام 1082. إلا أنها لم تعد موجودة اليوم.